# Горня Трновитиця
45°41′ пн. ш. 16°55′ сх. д. / 45.68° пн. ш. 16.91° сх. д.
Горня Трновитиця (хорв. Gornja Trnovitica) — населений пункт у Хорватії, у Б'єловарсько-Білогорській жупанії у складі громади Велика Трновитиця.

## Населення
Населення за даними перепису 2011 року становило 56 осіб.
Динаміка чисельності населення поселення: